# Ибрахим Первиз
Ибрахим Первиз (Мутник, код Цазина, 1902 — Зеница, 6. август 1941), учесник Народноослободилачке борбе и народни херој Југославије.

## Биографија
Родио се у Мутнику код Цазина 1902. године. Као рудар радио је у Трепчи и у Зеници. Рано се определио за револуционарни покрет и члан Комунистичке партије Југославије је постао 1935. године. Због тога је често прогањан, хапшен и отпуштан са посла. По директиви партије 1938. године отишао је у Зеницу. Имао је великих утицаја у обнови зеничке партијске организације.
Након слома Југословенске државе у Априлском рату усташе су почеле да чине масовне злочине због тога је Первиз почео да се политички одупире ширењу усташке организације. Због доследности и борби за КПЈ одређен је за комесара Зеничког партизанског одреда.
Приликом извршавања задатака, Первиз је 5. августа 1941. године ушао у Зеницу, иако је знао да су пре његовог доласка две групе комуниста ухапшене и да полиција трага за њим. Није хтео да напусти град све док се не заврши диверзија. Пошто је човек који је извршавао диверзију био усташки агент, усташе су наставиле да хапсе. Первиз је 6. августа у тренутку када је требало да се састане са осталим члановима партизанског одреда опкољен од стране усташа. Тада је схватио да је у питању издаја. Својој групи је наредио правац којим да се повуку, а сам је прихватио неравноправну борбу како би омогућио да се група повуче. Да не би био заробљен, извршио је самоубиство.
Указом председника ФНР Југославије Јосипа Броза Тита, 24. јула 1953. године, проглашен је за народног хероја.